# Farming
Il termine farming, (dall'inglese farm, fattoria; nello slang italiano talvolta farmare), nella terminologia dei videogiochi e in particolare degli MMORPG (gioco di ruolo multi-utente online), indica uno stile di gioco nel quale il giocatore si ferma a lungo in una zona circoscritta dell'ambientazione di gioco, dedicando il proprio tempo ad azioni ripetitive che però garantiscono l'acquisizione più o meno regolare di qualche tipo di risorsa o beneficio. Un esempio di farming, detto talvolta grinding (letteralmente "tritare") consiste nel continuare ad abbattere nemici per ricavarne un bottino (loot). Questa tecnica rende anche più probabile l'acquisizione di oggetti rari (cosiddetti drop), che molti giochi includono o meno nei bottini secondo una qualche distribuzione di probabilità.
Il farming è una modalità di gioco che potrebbe essere poco interessante per il giocatore, poiché consiste nella ripetizione indefinita delle stesse sequenze di gioco e lo scontro ripetuto con avversari sempre dello stesso tipo. Per questo motivo sono anche diffusi programmi specifici, detti bot, che possono pilotare questa sequenza di gioco al posto del giocatore umano. L'uso di bot è in generale vietato presso la maggior parte dei server di MMORPG e il loro impiego può portare al ban dell'utenza.
In alcuni casi si è vista l'evoluzione verso quello che è definito gold farming, ovvero la compravendita fra giocatori di valuta di gioco, livelli o oggetti specifici per soldi reali. 